# ایران‌پیما (اتوبوس)

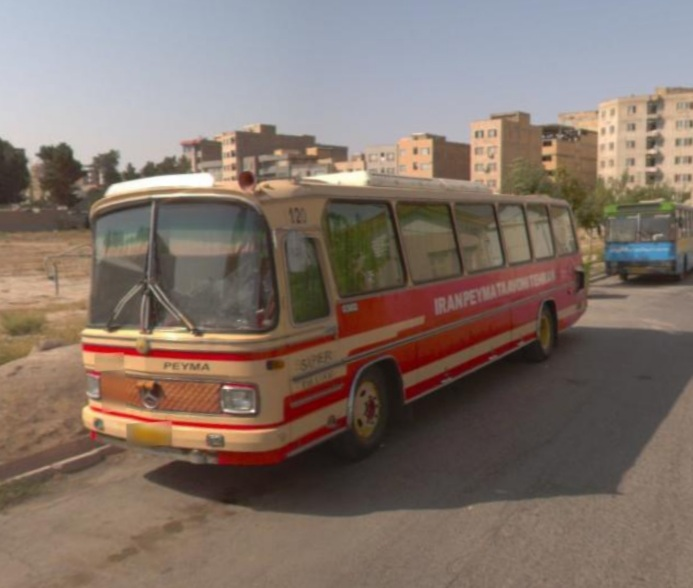
اتوبوس ایران پیما

ایران پیما نام مدلی از اتوبوسهای مرسدس بنز ۳۰۲ بود که ابتدا توسط اتاق سازان متفرقه در تهران با وسایل ساده (چوب و ورقهای فولادی) بر روی شاسی دارای موتور اتوبوس ۳۰۲ ساخته می شد. این اتوبوس که به اتوبوس کادیلاکی نیز مشهور بود، از محبوبیت زیادی در بین خریداران برخوردار بود. این اتوبوس معمولاً به رنگ قرمز (و کرم) رنگ آمیزی می شد.